# La Chamba
La Chamba is een gemeente in het Franse departement Loire (regio Auvergne-Rhône-Alpes) en telt 51 inwoners (2009). De plaats maakt deel uit van het arrondissement Montbrison.

## Geografie
De oppervlakte van La Chamba bedraagt 5,1 km², de bevolkingsdichtheid is dus 10 inwoners per km².
De onderstaande kaart toont de ligging van La Chamba met de belangrijkste infrastructuur en aangrenzende gemeenten.

## Demografie
Onderstaande figuur toont het verloop van het inwonertal (bron: INSEE-tellingen).